# Coup d'État de 1989 au Paraguay
Le coup d'État de 1989 au Paraguay, également connu sous le nom de La Noche de la Candelaria, est un coup d'État survenu les 2 et 3 février 1989 à Asuncion, au Paraguay, dirigé par le général Andrés Rodríguez contre le régime du leader de longue date Alfredo Stroessner. Le renversement sanglant qui a vu de nombreux soldats tués dans des combats de rue a été déclenché par une lutte pour le pouvoir aux plus hauts échelons du gouvernement. La prise de contrôle de Rodríguez a sonné le glas d'El Stronato, le règne de trente-quatre ans de Stroessner, à l'époque le plus long d'Amérique latine, et a conduit à une série de réformes qui ont aboli de nombreuses lois draconiennes et conduit à la libéralisation du Paraguay.

## Contexte
Alfredo Stroessner, général et vétéran de la guerre civile paraguayenne et de la guerre du Chaco, est arrivé au pouvoir à la suite du coup d'État de 1954. En tant que président, il a déclaré un « état de siège » et a institué un certain nombre de lois et de réformes de sécurité qui lui ont donné le pouvoir de suspendre les libertés civiles, y compris l'habeas corpus et la liberté de réunion. Entre 1958 et 1988, Stroessner a été réélu sept fois par des marges de victoire douteuses (ce n'est qu'aux élections de 1968 (en) qu'un candidat de l'opposition a reçu plus de 20 % des voix). Les États-Unis étaient des plus ardents partisans du président Stroessner, en raison de son anticommunisme fervent, et le Paraguay a reçu de beaucoup d'aide militaire américaine au cours des années 1960 et 1970. L'« état de siège » imposé par Stroessner peu après avoir pris la présidence a été officiellement levé en 1987 ; cependant, cette décision était en grande partie symbolique car la plupart des dispositions de sécurité strictes du pays sont restées en place.
À la fin des années 1980, un conflit politique a éclaté entre deux factions concurrentes du parti Colorado au pouvoir. Une faction, les "militants", a vigoureusement soutenu Stroessner tandis que les "traditionalistes" recherchaient un Paraguay plus ouvert et étaient moins favorables à certaines des politiques de Stroessner. Parmi les traditionalistes se trouvait le général Andrés Rodríguez, un proche confident de Stroessner et commandant du 1er corps d'armée du Paraguay. Fort candidat à la succession du président vieillissant, l'aile militante du parti a tenté de neutraliser son pouvoir politique en lui donnant la possibilité d'occuper le poste de ministre de la Défense, un poste largement cérémoniel, ou de prendre sa retraite. Craignant une rébellion, Stroessner avait déjà démis de leurs fonctions les commandants militaires expérimentés de haut rang et les avait remplacés par des copains.

## Coup d'État
Dans la nuit du 2 février 1989, Rodríguez a ordonné aux unités de son 1er corps d'armée, dont 40 à 50 chars, de descendre dans les rues d'Asuncion. L'unité, la plus forte et la mieux équipée des forces armées paraguayennes, s'est emparée du centre de la capitale. Les troupes de l'unité ont tenté d'arrêter Stroessner alors qu'il dînait chez sa maîtresse, mais les gardes du corps ont résisté farouchement et ont permis au président de s'échapper au siège du régiment d'escorte présidentiel,. Une bataille a éclaté entre les troupes de Rodríguez et les 700 hommes de la garde présidentielle. Pendant ce temps, le reste des districts militaires du Paraguay ont prêté allégeance aux rebelles.
Des unités d'artillerie et des navires de guerre dans le port de la ville ont bombardé le quartier général au cours de la bataille et à 17 heures le 3 février, le gouvernement de Stroessner s'est rendu. Rodríguez a annoncé la reddition à la radio et a déclaré que Stroessner était en détention et indemne. Le bilan officiel du coup d'État s'élevait à 31 tués, mais d'autres estimations placent le nombre réel entre 150 et 250, la majorité d'entre eux étant des gardes de Stroessner. La station de l'Église catholique Radio Caritas a déclaré que jusqu'à 200 personnes avaient été tuées dans les combats.
Stroessner a d'abord été détenu à la base du 1er corps d'armée, mais il a été envoyé en exil à bord d'un Boeing 707 du LAP à Brasilia, au Brésil, le 6 février après avoir obtenu l'asile. Il est parti avec son fils Gustavo et sa belle-fille et a vécu dans une maison au bord du lac, auparavant sa maison d'été, jusqu'à sa mort en 2006,.

## Conséquences
Le président Andrés Rodríguez a commencé son règne en annulant les mesures répressives de Stroessner, en retirant ses loyalistes de l'armée et en abolissant la peine de mort. Il a également aboli la législature, levé l'interdiction générale des partis politiques et organisé des élections en mai 1989. Rodríguez a été élu à la présidence lors des élections de 1989 et a occupé ce poste jusqu'en 1993, le premier dirigeant paraguayen depuis des décennies à quitter le pouvoir à la fin de son premier mandat. Il est décédé d'un cancer en 1997.